# Чеза

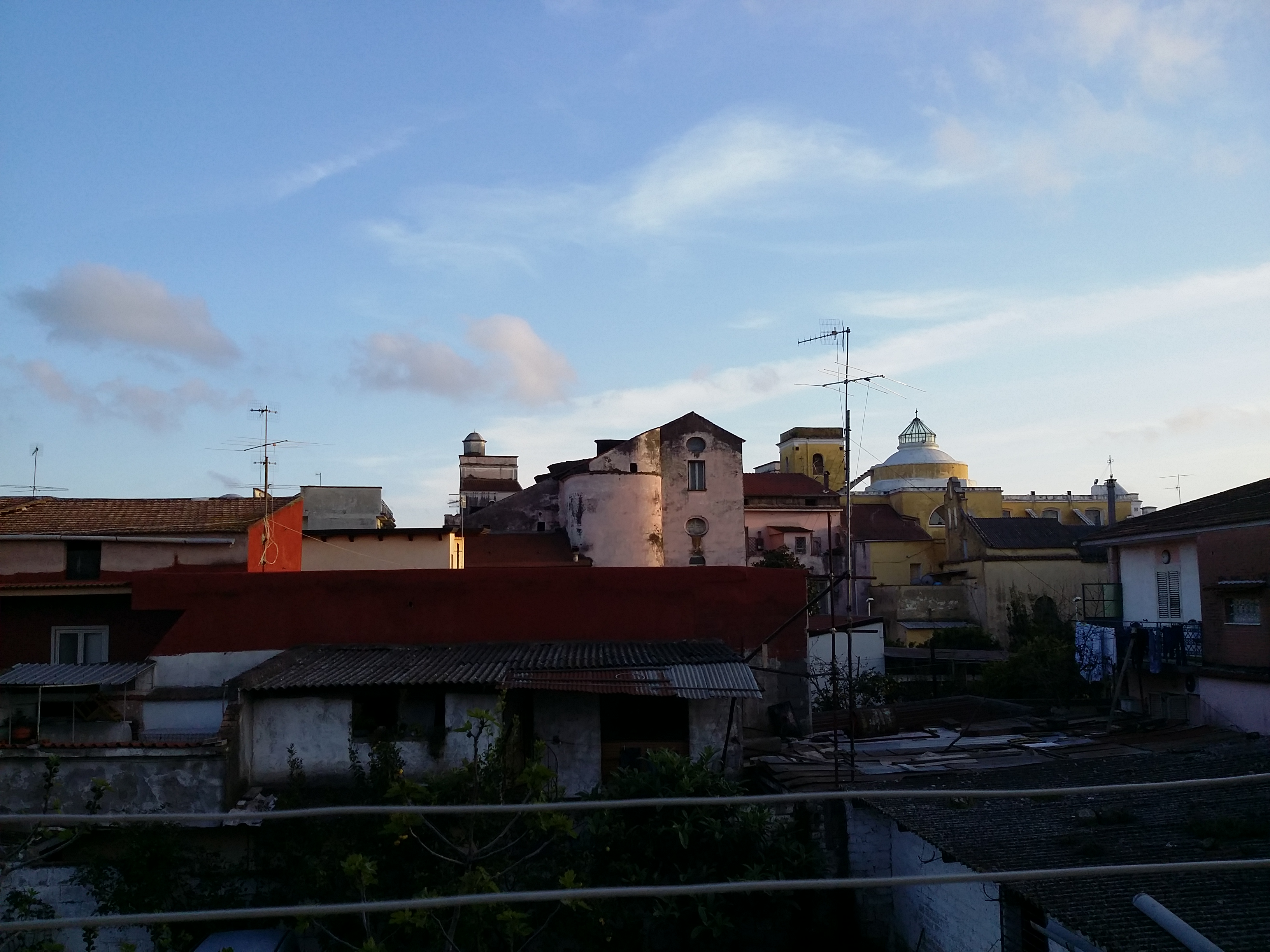
Церковь Сан-Сезарио (Cesa, 2014 г.)

Чеза (итал. Cesa) — коммуна в Италии, располагается в регионе Кампания, в провинции Казерта.
Население составляет 7748 человек (на 2004 г.), плотность населения составляет 3730 чел./км². Занимает площадь 2 км². Почтовый индекс — 81030. Телефонный код — 081.
Покровителем коммуны почитается святой Кесарий из Террачины. Праздник ежегодно празднуется 19 июня.